# جوزه‌پینا اوگت
جوزه‌پینا اوگِت (کاتالونیایی: Giuseppina Huguet؛ زادهٔ ۱۸۷۱ - وفات ۱۹۵۱) یک خواننده سوپرانوی اپرا اهل اسپانیا بود. او صدایی بزمی داشت و پیش از جنگ جهانی اول، در سرتاسر اروپا به اجرای برنامه می‌پرداخت.
نخستین معلمِ آواز او «فرانسیسکو بونه» در شهر بارسلون بود. وی مسیر موفقیت را به سرعت پیمود به نحوی که، پس از نخستین اجرای موفقش در «سالن نمایش و اپرای لیسئو» در بارسلون، در سرتاسر اروپا به اجرای برنامه پرداخت. نخستین اجرای او در سالن مشهور «لا اسکالا» در میلان سال ۱۸۹۶ میلادی و در سن ۲۵ سالگی بود.
از جمله اجراها و نقش‌های برجسته وی می‌توان به «رزینا» در اپرای «آرایشگر شهر سویل» اثرِ «جواکینو روسینی»؛ «می‌می» در اپرای «لا بوهم» اثرِ «جاکومو پوچینی»؛ «مادام باترفلای» (چائو-چائو سان) در اپرای «مادام باترفلای» اثرِ «جاکومو پوچینی»؛ «پامینا، دختر ملکهٔ شب» در اپرای «فلوت سحرآمیز» اثرِ «ولفگانگ آمادئوس موتسارت»؛ «نِدا» در اپرای «دلقک‌ها» اثرِ «روجرو لئونکاوالو» و هنرنمایی در اپرای «لوهنگرین» اثرِ «ریشارد واگنر» اشاره نمود.